# Павлово-Бліни
Павлово-Бліни (рос. Павлово-Блины) — присілок в Печорському районі Псковської області Російської Федерації.
Населення становить 51 особу. Входить до складу муніципального утворення Лавровська волость.

## Історія
Від 2015 року входить до складу муніципального утворення Лавровська волость.

## Населення
| 2001 | 2002 | 2010 |
| ---- | ---- | ---- |
| 72   | ↘66  | ↘51  |